# Jean Jacques Jacomin
Jean Jacques Hippolyte Jacomin est un homme politique français né le 13 août 1764 au Buis (Drôme) et mort le 6 mars 1843 à Deux-Ponts (Royaume de Bavière).

## Biographie
Jean Jacques Hippolyte Jacomin naît le 13 août 1764 au Buis et est baptisé le lendemain. Il est le fils de Jean-Jacques Jacomin, avocat, et de son épouse, Jeanne-Thérèse Richaud. 
Avocat et notaire à Nyons, il devient officier de la garde nationale et administrateur du département en 1791. Il est député de la Drôme à la Convention, siégeant avec la les députés de la Plaine et votant la mort de Louis XVI. 
Il passe au Conseil des Cinq-Cents le  22 vendémiaire an IV, réélu en l'an VI. Il est secrétaire de l'assemblée et prend une part active au coup d’État du 18 fructidor an V. Favorable au coup d'État du 18 Brumaire, il siège au Corps législatif jusqu'en 1804. Il est ensuite directeur des droits réunis à Besançon jusqu'en 1815. Il est contraint à l'exil par la loi de 1816 sur les régicides.